# Kościół św. Ducha w Pniewach
Kościół świętego Ducha – kościół rzymskokatolicki należący do klarysek od wieczystej Adoracji. Znajduje się w mieście Pniewy, w powiecie szamotulskim, w województwie wielkopolskim.

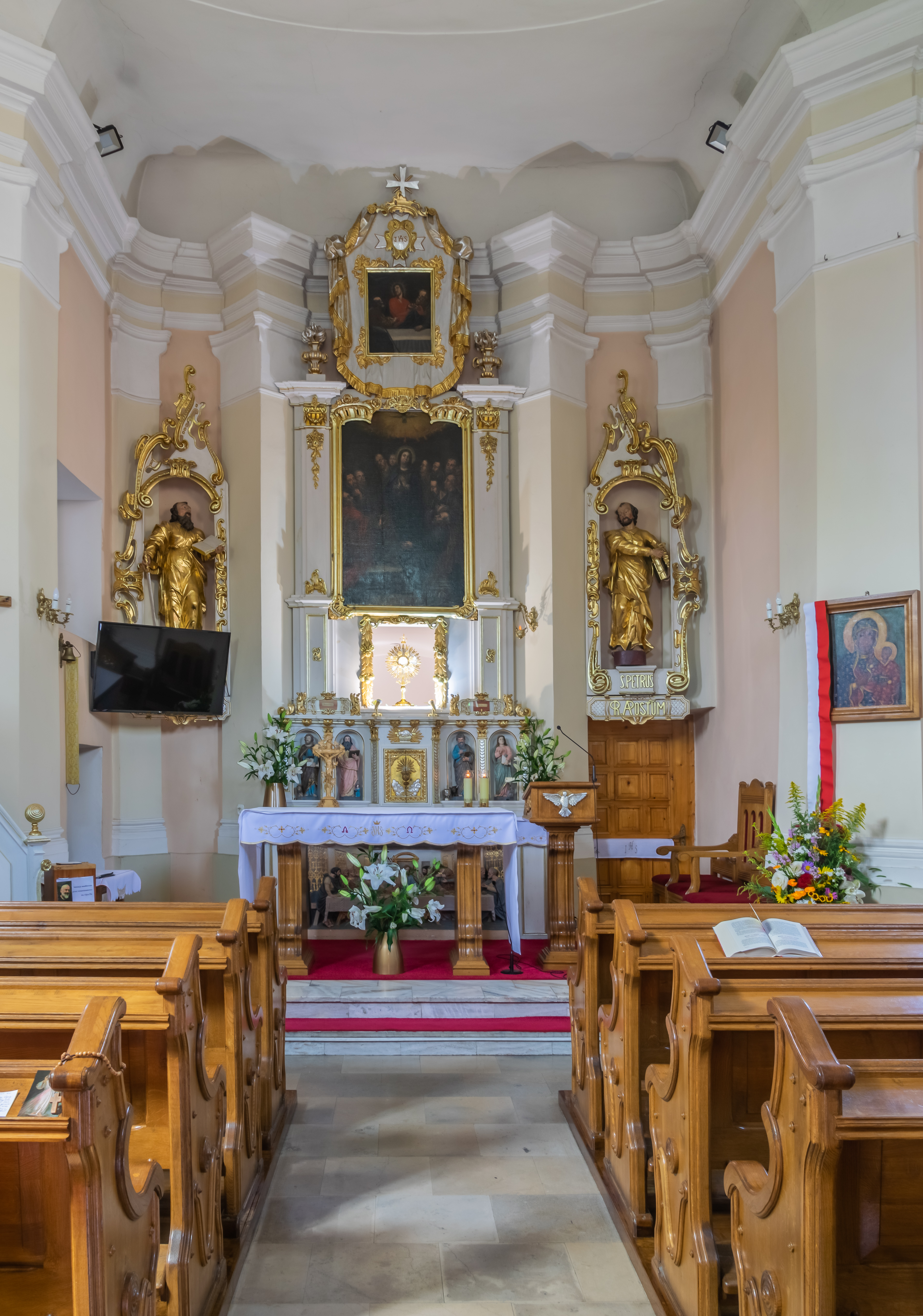
Wnętrze świątyni

Świątynia została ufundowana przez Jana Pniewskiego w 1425 roku. Początkowo była to budowla drewniana. Dwa razy została zniszczona przez pożar. W 1783 roku została odbudowana w stylu barokowym. W 1973 roku świątynia została zaliczona do zabytków podlegających ochronie państwa. W dniu 29 sierpnia 1972 roku przekazana została siostrom klaryskom od Wieczystej Adoracji dekretem arcybiskupa Antoniego Baraniaka. We wnętrzu budowli znajduje się ołtarz główny ozdobiony obrazem przedstawiającym Zesłanie Ducha Świętego (pochodzącym z połowy XVII wieku) oraz drugim nad nim przedstawiającym Chrystusa z Emaus (pochodzącym z około 1785 roku). Umieszczone są tam także wizerunki świętych apostołów Piotra i Pawła (pochodzące z XVII wieku). W drugiej połowie XVIII wieku powstała ambona w stylu rokokowym. W 1984 roku  usunięto zakrystię i na jej miejscu powstała kaplica sióstr Klarysek, która została harmonijnie połączona z klasztorem. Na początku lat 2000. budynek przeszedł gruntowną renowację, obejmującą wymianę dachu, odnowienie i malowanie elewacji oraz odświeżenie wnętrz kościoła. Dzięki przeprowadzonym pracom, obiekt znajduje się obecnie w doskonałym stanie i w 2003 roku zdobył nagrodę w konkursie na najlepiej zadbany zabytek.